# داچیس لندینگ (اکلاهما)
داچیس لندینگ(به انگلیسی: Duchess Landing) شهری در ایالت اکلاهما کشور ایالات متحده آمریکا است که جمعیت آن در سرشماری سال ۲۰۱۰ میلادی، ۱۱۴ نفر بوده‌است.